# 다니엘 아쿠냐
다니엘 아쿠냐(스페인어: Daniel Acuña, 1974년 ~ )는 스페인의 만화가이다. 마블 코믹스의 만화 《어벤저스》, 《언캐니 어벤저스》, 《샘 윌슨, 캡틴 아메리카》 등에서 작화를 담당했다.